# NGC 19
NGC 19 este o galaxie spirală din constelația Andromeda. A fost descoperită pe 20 septembrie 1885 de Lewis Swift. Este adesea incorect listată ca o dublură a lui NGC 21.

## Vezi și
- NGC 18
- NGC 20